# Базифікація
Базифікація — природний процес збагачення гірських порід Mg, Fe, Ti, P, Mn та Ca, поряд із виносом Si, що передує просторово і в часі гранітизації через більш високу рухливість вказаних вище хімічних компонентів по відношенню до значно повільнішого руху фронту гранітизації. Фронт базифікації виражається як у формуванні окаймування з темноколірних мінералів на контакті з пегматоїдними і гранітоїдними породами, так і у збільшенні концентрації в гірських породах заліза і магнію, зменшення вмісту кремнезему і натрію при зменшенні ступеня метаморфізму.

## Базифікація континентальної земної кори
За гіпотезою базифікації континентальної земної кори до кінця палеозою — початку мезозою на місці океанів існувала континентальна (материкова) кора. Внаслідок занурення великих її ділянок виникли океани. При цьому відбувався процес базифікації материкової кори, тобто заміна її кислої та середньої речовини ультраосновною речовиною мантії. За гіпотезою цей процес охоплював і верхню мантію, трансформуючи її з материкового щита на океанічний. Кінцевим результатом базифікації є океанізація, тобто утворення океанів на місці материків. За гіпотезою геолога і геофізика В.В. Білоусова, базифікація — наслідок прогресуючого нагрівання Землі.